# Trofeu Antorcha
El Trofeu Antorcha, també conegut com a Millor esportista català de l'any, fou un premi esportiu creat el 1970 i concedit per Ràdio Joventut de Barcelona i, posteriorment, per Radiocadena espanyola a Catalunya. El guardó distingia els èxits esportius dels esportistes catalans durant l'any, tant en categoria masculina com de femenina, conjuntament des de la tercera edició. Inicialment, els oients de la ràdio escollien per votació popular una primera llista de millors esportistes i, després, un jurat, format per representants dels mitjans de comunicació de Barcelona, escollia el guanyador. L'entrega de premis se celebrà normalment al mes de gener.

## Llista de guardonats
Entre altres esportistes, destacaren el jugador de bàsquet Francesc Buscató, medalla d'argent a l'Eurobasket de Barcelona 1973, i els marxadors Josep Marín, campió i subcampió d'Europa en 20 i 50 km marxa, i Jordi Llopart, medalla d'argent en 50 km als Jocs Olímpics de Moscou 1980, amb dos premis respectivament. I en categoria femenina, l'atleta Carme Valero, doble campiona del món de cros (1976, 1977), amb quatre trofeus, i la nedadora Natàlia Mas, primera esportista catalana i de l'Estat espanyol en baixar del minut als 100 m lliures, amb tres.
Per altra banda, el premi s'atorgà excepcionalment a dues expedicions alpines, a l'Expedició catalana a l'Annapurna (1974) i a l'Expedició catalana a l'Everest (1985).
| Edició | Any  | Millor esportista (m)            | Millor esportista (f) | refs.         |
| ------ | ---- | -------------------------------- | --------------------- | ------------- |
| I      | 1969 | Nino Buscató                     | N/D                   | [ 1 ]         |
| II     | 1970 | Santiago Esteva                  | N/D                   | [ 3 ] [ 1 ]   |
| III    | 1971 | Joan Sabater                     | Aurora Chamorro       | [ 2 ] [ 1 ]   |
| IV     | 1972 | Andreu Gimeno                    | Aurora Chamorro       | [ 4 ]         |
| V      | 1973 | Nino Buscató                     | Carme Valero          | [ 5 ]         |
| VI     | 1974 | Expedició catalana a l'Annapurna | Sílvia Fontana        | [ 6 ] [ 7 ]   |
| VII    | 1975 | Manuel Orantes                   | Carme Valero          | [ 8 ] [ 9 ]   |
| VIII   | 1976 | Pere Millet                      | Carme Valero          | [ 10 ] [ 11 ] |
| IX     | 1977 | Antoni Zanini                    | Carme Valero          | [ 12 ]        |
| X      | 1978 | Jordi Llopart                    | Natàlia Mas           | [ 13 ]        |
| XI     | 1979 | Josep Marín                      | Natàlia Mas           | [ 14 ]        |
| XII    | 1980 | Jordi Llopart                    | Natàlia Mas           | [ 15 ]        |
| XIII   | 1981 | Manel Estiarte                   | Maria Victoria Moreno | [ 16 ]        |
| XIV    | 1982 | Josep Marín                      | Marta Vera            | [ 17 ]        |
| XV     | 1983 | Juan Antonio San Epifanio        | Teresa Rioné          | [ 18 ]        |
| XVI    | 1984 | José Manuel Abascal              | Marta Cantón          | [ 19 ]        |
| XVII   | 1985 | Expedició catalana a l'Everest   | María Reyes Sobrino   | [ 20 ]        |